# Heinrich Mücke

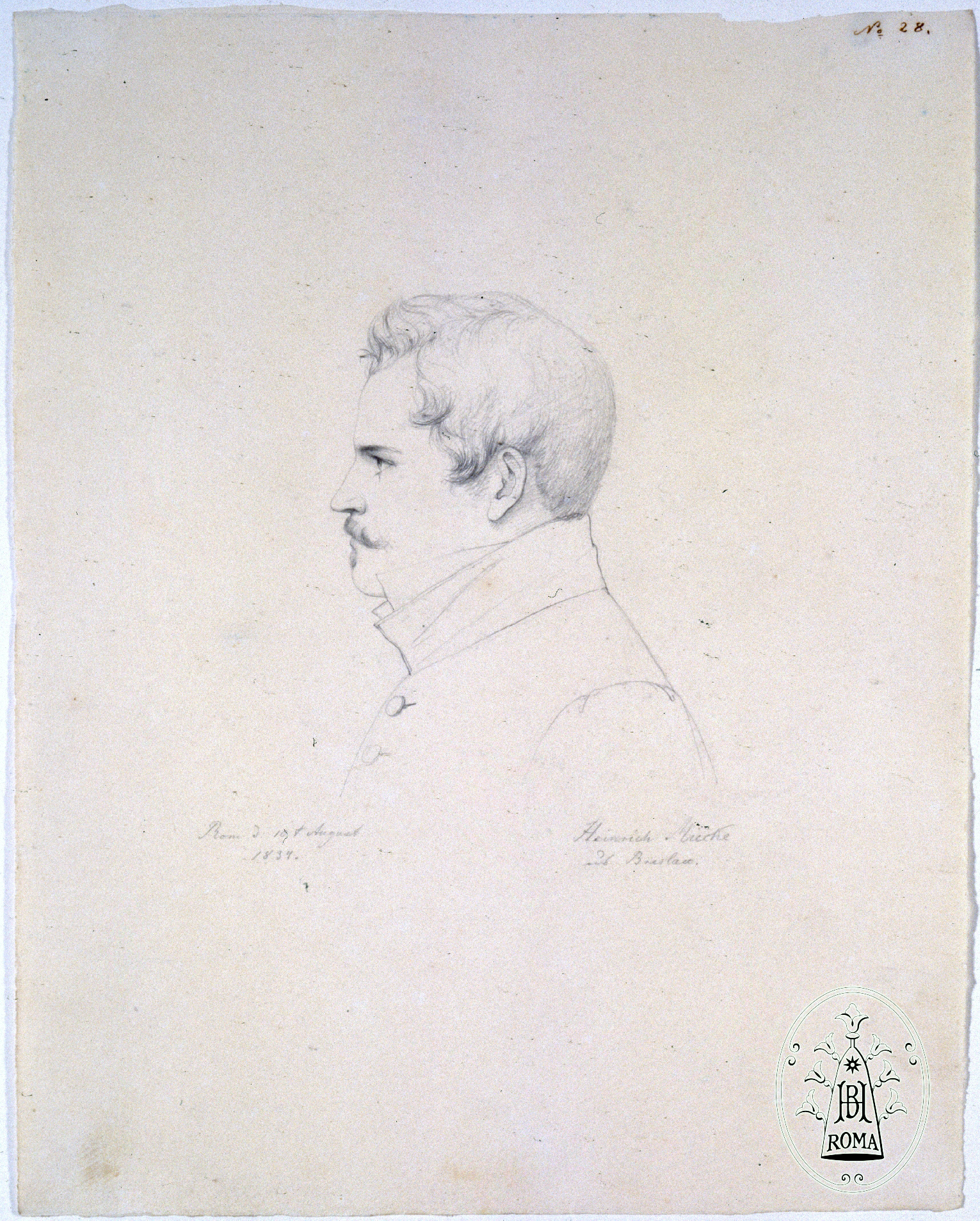
Heinrich Mücke, Rom im August 1834

Heinrich Karl Anton Mücke (* 9. April 1806 in Breslau, Schlesien; † 16. Januar 1891 in Düsseldorf) war ein deutscher Historienmaler und Grafiker der Düsseldorfer Schule.

## Leben
Nach Mal- und Zeichenunterricht bei Johann Heinrich Christoph König bezog er als Achtzehnjähriger die Berliner Kunstakademie und schloss sich dort dem schlesischen Studentenkreis um Wilhelm von Schadow an. 1826 folgte er Schadow an die Kunstakademie Düsseldorf. Hier erarbeitete er sich die fast vergessene Freskotechnik, gefördert durch die Düsseldorfer Direktoren Peter Cornelius und Schadow. Aufgrund eines ihm 1833 vom preußischen Staat zuerkannten einjährigen Arbeitsstipendiums verbrachte er 1834/1835 hauptsächlich im Kreis der Nazarener in Rom zu. Dort fand er seinen thematischen Schwerpunkt, das religiöse Historienbild. Im Jahr 1844 stellte Mücke im Kunstverein für die Rheinlande und Westfalen und bei Akademie-Ausstellungen in Berlin und Dresden aus. 1844 erhielt er einen Auftrag als Lehrer für Anatomie an der Düsseldorfer Akademie. 1847 wurde der Sohn Karl geboren, der ebenfalls ein Maler werden sollte. 1848 wurde er zum Professor ernannt. In diesem Jahr gehörte er zu den Gründern des Künstlervereins Malkasten. In den 1850er Jahren unternahm er Reisen nach England und in die Schweiz. 1852 wurde Mücke mit dem Roten Adlerorden dekoriert. Nach seiner Pensionierung im Jahr 1867 widmete er sich vor allem grafischen Techniken und Arbeiten.
Heinrich Mücke war ein weit über die Grenzen Deutschlands bekannter und geschätzter Maler und Lehrer. Er starb am 16. Januar 1891 hochgeehrt und vielfach ausgezeichnet in Düsseldorf.

## Werke

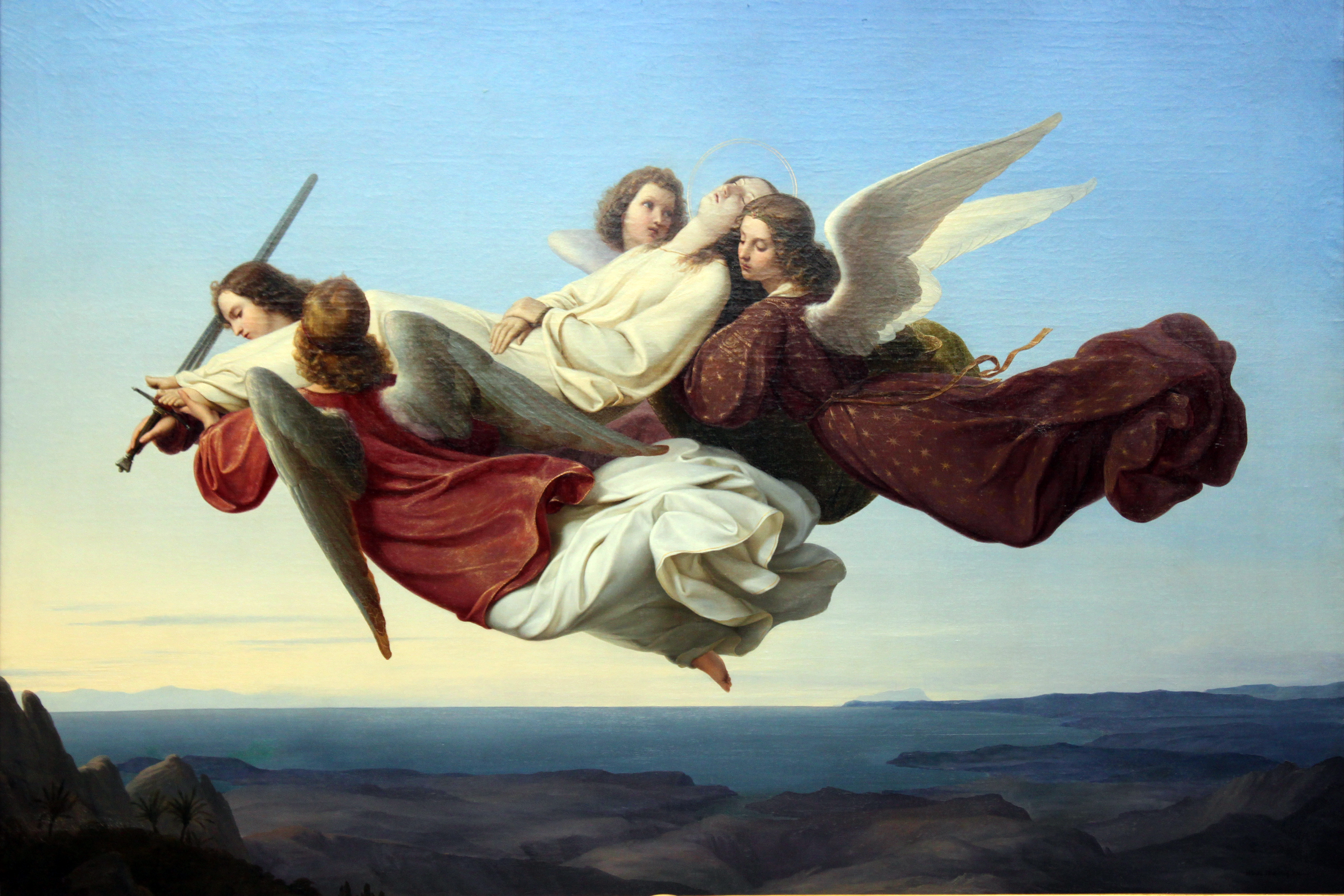
Die hl. Catharina wird nach ihrem Märtyrertod zu Alexandrien von Engeln nach dem Sinai getragen, 1836

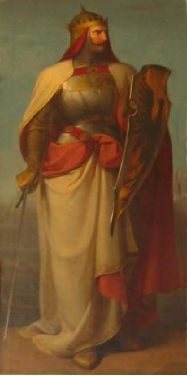
Adolf von Nassau, 1841

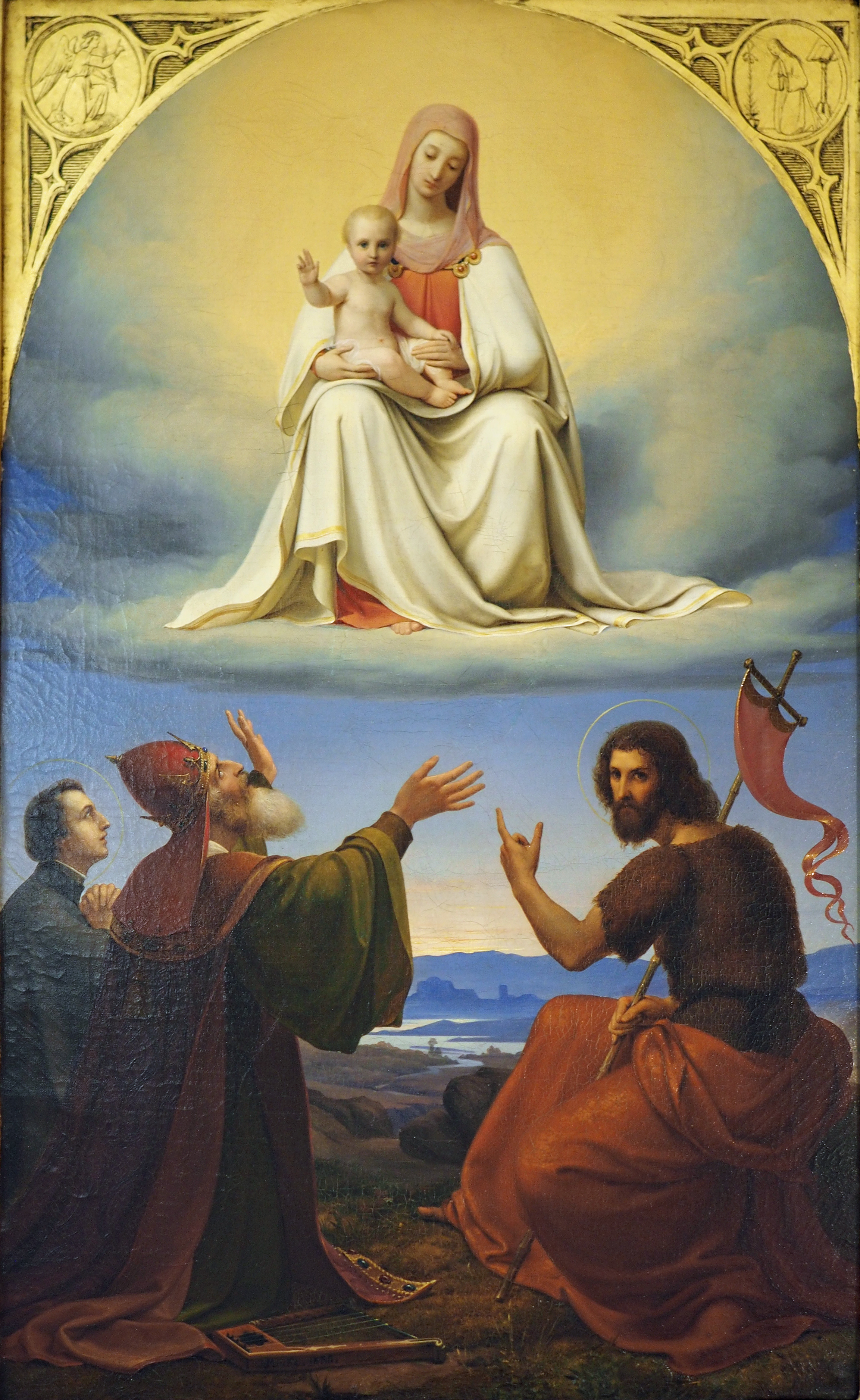
Das Christentum

Seine Werke sind infolge Krieg und Nachkriegszeit fast alle verschollen. Durch Drucke wurden viele seiner Gemälde schnell auch in einfachen Kreisen bekannt. Die letzte Mücke-Ausstellung fand 1930 in Breslau statt.
- 1826: Gemälde Leukothea wirft dem Odysseus den rettenden Schleier um, bis 1945 in Breslau
- 1827: Gemälde Narciss, am Ufer eines Baches ruhend, erblickt sein Spiegelbild
- 1828–1838: Fresken des Barbarossa-Zyklus im Schloss Heltorf, Angermund
- 1830: Gemälde Die hl. Genoveva im Kerker
- 1836: Gemälde Die hl. Catharina wird nach ihrem Märtyrertod zu Alexandrien von Engeln nach dem Sinai getragen, Hauptwerk, mehrere spätere Variationen
- 1838: Gemälde Der hl. Ambrosius wehrt dem Kaiser Theodosius den Eintritt in den Dom zu Mailand
- 1841: Gemälde König Adolf von Nassau im Kaisersaal des Frankfurter Römers
- 1841: Gemälde Abschied der hl. Elisabeth von ihrem Gemahl und Hinrichtung der hl. Catharina
- 1854–1862: Zyklus von Ölgemälden zur Geschichte des hl. Meinrad, Saalbau in Sigmaringen
- 1875–1890: Zyklus von 45 Federzeichnungen zur Verherrlichung des Rheinstroms
- 1888: Gemälde Loreley
- S. Mainrad: eine Legende in Bildern. Nach den Original-Gemälden von H. Mücke, lithografirt von J. B. Sonderland. Mit erklärendem Text von Rudolph Stillfried Grafen Alcántara. – Düsseldorf  Elkan, Bäumer, 1861. Digitalisierte Ausgabe der Universitäts- und Landesbibliothek Düsseldorf

### Illustrationen (Auswahl)
Digitalisierte Ausgabe der Universitäts- und Landesbibliothek Düsseldorf:
- In:  Album deutscher Künstler in Originalradirungen. – Düsseldorf: Buddeus, 1841. Digitalisierte Ausgabe
- In: Düsseldorfer Bilder-Mappe : Original-Zeichnungen. – Berlin: Grote, 1866. Digitalisierte Ausgabe
- In: Reinick, Robert: Lieder eines Malers mit Randzeichnungen seiner Freunde. Zwischen 1836 und 1852.
  - Lieder eines Malers mit Randzeichnungen seiner Freunde. –  Düsseldorf: Schulgen-Bettendorff, 1836, Probedruck. Digitalisierte Ausgabe
  - Lieder eines Malers mit Randzeichnungen seiner Freunde. – Düsseldorf: Schulgen-Bettendorff, 1838, farbige Mappen-Ausgabe. Digitalisierte Ausgabe
  - Lieder eines Malers mit Randzeichnungen seiner Freunde. – Düsseldorf: Schulgen-Bettendorff, 1838. Digitalisierte Ausgabe
  - Lieder eines Malers mit Randzeichnungen seiner Freunde. – Düsseldorf: Buddeus, zw. 1839 und 1846. Digitalisierte Ausgabe
  - Lieder eines Malers mit Randzeichnungen seiner Freunde. – Leipzig: Vogel, ca. 1852. Digitalisierte Ausgabe